# Geodetsko društvo Herceg-Bosne
Geodetsko društvo Herceg-Bosne je dragovoljna udruga građana geodetske struke, te znanstvenih, upravnih i drugih djelatnika koji se bave geodetskim poslovima, registrirana pri Ministarstvu pravde FBiH, a sukladno Zakonu o udrugama građana.
Utemeljiteljska skupština održana je 19. travnja 1995. godine, u dvorani Hrvatskog doma Herceg Stjepan Kosača u Mostaru. Sudionici, njih 41, usvojili su Statut Društva, izabrali Predsjedništvo Društva na čelu s predsjednikom, Željkom Obradovićem, 2 dopredsjednika Toni Bukovaca i Ivana Medića, te članove Upravnog i Nadzornog odbora, i Suda časti.
Sukladno odredbama Zakona o udrugama FBiH održana je 14. travnja 2000. godine, u hotelu Ero u Mostaru, "obnoviteljska" Skupština Geodetskog društva Herceg Bosne. Na kojoj su sudionici, njih 83, donijeli Odluku o preregistraciji i usvojili novi Statut Društva, izabrali predsjednika Ivana Lesku, članove Upravnog i Nadzornog odbora, te Suda časti.
Društvo je 5. lipnja 2000. godine upisano u registar udruga građana kod Ministarstva pravde FBiH.
Geodetsko društvo Herceg-Bosne na 14. Kongresu FIG-a –Međunarodne federacije geodeta 2010. godine je primljeno u punopravno članstvo ove međunarodne organizacije.